# サミ・ヒーピア
サミ・トーマス・ヒーピア（よりフィンランド語に近い表記ではサミ・トゥオマス・ヒューピア、Sami Tuomas Hyypiä、1973年10月7日 - ）は、フィンランド・ウーシマー県ポルヴォー出身の元サッカー選手、サッカー指導者。ポジションはDF。ヒッピアと表記されることもある。

## 経歴

### クラブ経歴
1992年にヴェイッカウスリーガのMyPaでデビューすると、いきなりレギュラーを獲得。2度のカップ戦優勝に貢献するなど中心選手として活躍した。1995年にはニューカッスル・ユナイテッドFCのトライアルを受けるも、結局はエールディヴィジのヴィレムIIへ移籍し、レギュラーとして活躍した。
1999年、移籍金260万ポンドでリヴァプールFCに移籍。ジェラール・ウリエ監督の最高の補強と評価される。1年目からレギュラーとなり、数々のタイトルを獲得。2003年までキャプテンを務めた。ステファヌ・アンショズとのコンビはプレミア最強のセンターバックと評された。2004-05シーズンにはUEFAチャンピオンズリーグ優勝にも大きく貢献した。翌年はFAカップの優勝に貢献。晩年は若手の成長や自身の衰えもあり、ベンチを暖める機会が増えたが、空中戦の強さやディフェンスの統率力は依然として高いレベルにあり、バックアッパーとして貴重な存在であった。リヴァプールでの最後のゲームとなった2008-09シーズン最終戦トッテナム戦では、応援席に巨大な『SAMI』という人文字が形作られ、多くのファンが彼の退団を惜しみ、勝利が確実となった84分にはスティーヴン・ジェラードとの途中交代でキャプテンマークを引き受ける形でピッチに立った 。リヴァプールFCでは464試合に出場デフェンダーでありながら、35得点を記録した。
2009年夏、出場機会を求めてバイエル・レヴァークーゼンに移籍。
2011年7月に現役を引退.、その後はレヴァークーゼンでコーチとなった。2012年3月、解任されたロビン・ドゥットの後任としてシーズン終了までの暫定監督に就任。まだブンデスリーガ1部で指揮を執るライセンスを持っていないため、ユース監督のサシャ・レヴァンドフスキもベンチ入りする。2013-14シーズンから単独で指揮する。2014年4月、成績不振により解任された。
2014年6月6日、ブライトン・アンド・ホーヴ・アルビオンFCの監督に就任したが、成績不振のため12月22日に辞任した。

### フィンランド代表経歴
フィンランド代表には1992年の9月7日のチュニジア戦でデビュー。以降、ディフェンスの要として欠かせない存在となっていた。

## エピソード
- 大人しく、読書や愛犬との散歩を好む性格で、クラブ内での人望は非常に厚かった。
- その身長や温厚な性格、選手としての経歴からビッグ・サミーの愛称で親しまれている。
- プレミアでの人気は高く、試合後のユニフォーム交換でヒーピアに駆け寄る選手が多数いる。UEFAチャンピオンズリーグ 2004-05でもバイエル・レヴァークーゼン戦ではベルント・シュナイダー、ユヴェントスFC戦ではパヴェル・ネドヴェド、リリアン・テュラム（2戦目）、チェルシーFC戦ではクロード・マケレレ、ACミラン戦ではマッシモ・アンブロジーニらにユニフォーム交換を求められている。

## タイトル

### 選手時代
ミリコスケン・パロ47
- フィンランド・カップ：2回（1992、1995）

リヴァプールFC
- FAカップ：2回（2000-01、2005-06）
- EFLカップ：2回（2000-01、2002-03）
- FAコミュニティ・シールド：2回（2001、2006）
- UEFAチャンピオンズリーグ：1回（2004-05）
- UEFAカップ：1回（2000-01）
- UEFAスーパーカップ：2回（2001、2005）

フィンランド代表
- 北欧サッカー選手権：1回（2000-01）

個人
- UEFAチーム・オブ・ザ・イヤー：1回（2001）
- 欧州年間ベストイレブン：1回（2000-01）
- リヴァプール年間最優秀選手賞：1回（2001-02）
- フィンランドスポーツパーソンオブザイヤー：1回（2001）
- プレミアリーグ月間最優秀選手：1回（1999年11月）
- PFA年間ベストイレブン：2回（1999-2000、2001-02）
- フィンランド年間最優秀サッカー選手賞：10回（1999、2000、2001、2002、2003、2005、2006、2008、2009、2010）
- キッカー誌ブンデスリーガベストイレブン：1回（2009-10）